# Alchemilla sarmatica
Alchemilla sarmatica é uma espécie de rosácea do gênero Alchemilla, pertencente à família Rosaceae.